# Nehru Memorial Museum and Library
El Nehru Memorial Museum and Library es una biblioteca en Nueva Delhi, India, que tiene como objetivo preservar y reconstruir la historia del movimiento de la independencia de la India. Ubicado en el complejo Teen Murti Bhavan, es una institución autónoma dependiente del Ministerio de Cultura de la India, y fue fundada en 1964 tras la muerte del primer ministro de India, Jawaharlal Nehru. Su objetivo es promover la investigación académica sobre la historia moderna y contemporánea. En la actualidad, La biblioteca memorial Nehru es el centro mundial de recursos líder sobre el primer ministro de la India y contiene los escritos de Mahatma Gandhi.